# Corinium Dobunnorum
Corinium Dobunnorum was na Londinium qua oppervlakte de grootste stad in de Romeinse provincie Britannia. Vandaag de dag staat de plaats bekend als Cirencester in het huidige Engelse graafschap Gloucestershire.

## Ontstaan
Ongeveer een jaar na de Romeinse verovering van Britannia richtte het Romeinse leger een fort op in Corinium. Deze plaats lag op het grondgebied van de stam van de Dobunni, bondgenoten van de Romeinen. Het lokale centrum van de stam werd  tot de vroege jaren 60 n.Chr. verplaatst naar het oppidum van Bagendon. Toen de militairen in het midden van de jaren 70 n.Chr. het fort echter verlieten, werd het fort de civitas (hoofdstad) van de Dobunni. Na het vertrek van de Romeinen werd de stad omstreeks 430 door haar bewoners verlaten.